# South Heights
South Heights és una població dels Estats Units a l'estat de Pennsilvània. Segons el cens del 2000 tenia 542 habitants.

## Demografia
Segons el cens del 2000, South Heights tenia 542 habitants, 239 habitatges, i 146 famílies. La densitat de població era de 597,9 habitants/km².
Dels 239 habitatges en un 23,4% hi vivien nens de menys de 18 anys, en un 46% hi vivien parelles casades, en un 8,4% dones solteres, i en un 38,9% no eren unitats familiars. En el 33,1% dels habitatges hi vivien persones soles l'11,3% de les quals corresponia a persones de 65 anys o més que vivien soles. El nombre mitjà de persones vivint en cada habitatge era de 2,27 i el nombre mitjà de persones que vivien en cada família era de 2,91.
Per edats la població es repartia de la següent manera: un 20,1% tenia menys de 18 anys, un 6,1% entre 18 i 24, un 33,9% entre 25 i 44, un 23,8% de 45 a 60 i un 16,1% 65 anys o més.
L'edat mediana era de 39 anys. Per cada 100 dones de 18 o més anys hi havia 95 homes.
La renda mediana per habitatge era de 31.023$ i la renda mediana per família de 36.625$. Els homes tenien una renda mediana de 27.361$ mentre que les dones 21.719$. La renda per capita de la població era de 16.440$. Entorn del 9,1% de les famílies i el 9,6% de la població estaven per davall del llindar de pobresa.

## Poblacions més properes
El següent diagrama mostra les poblacions més properes.